# دانشگاه اوزارکس
دانشگاه اوزارکس (U of O) یک دانشگاه خصوصی در کلارکسویل، آرکانزاس است. میانگین ثبت نام حدود ۹۰۰ دانش آموز از ۲۵ کشور است. این مؤسسه به کلیسای پروتستان (ایالات متحده آمریکا) وابسته است.
این دانشگاه اولین مؤسسه آموزش عالی در آرکانزاس بود که زنان را در سال ۱۸۷۵ پذیرفت. در سال ۱۹۴۶، دانشگاه اولین دانشکده داروسازی ایالتی را در خود جای داد.